# Silke Eberhard

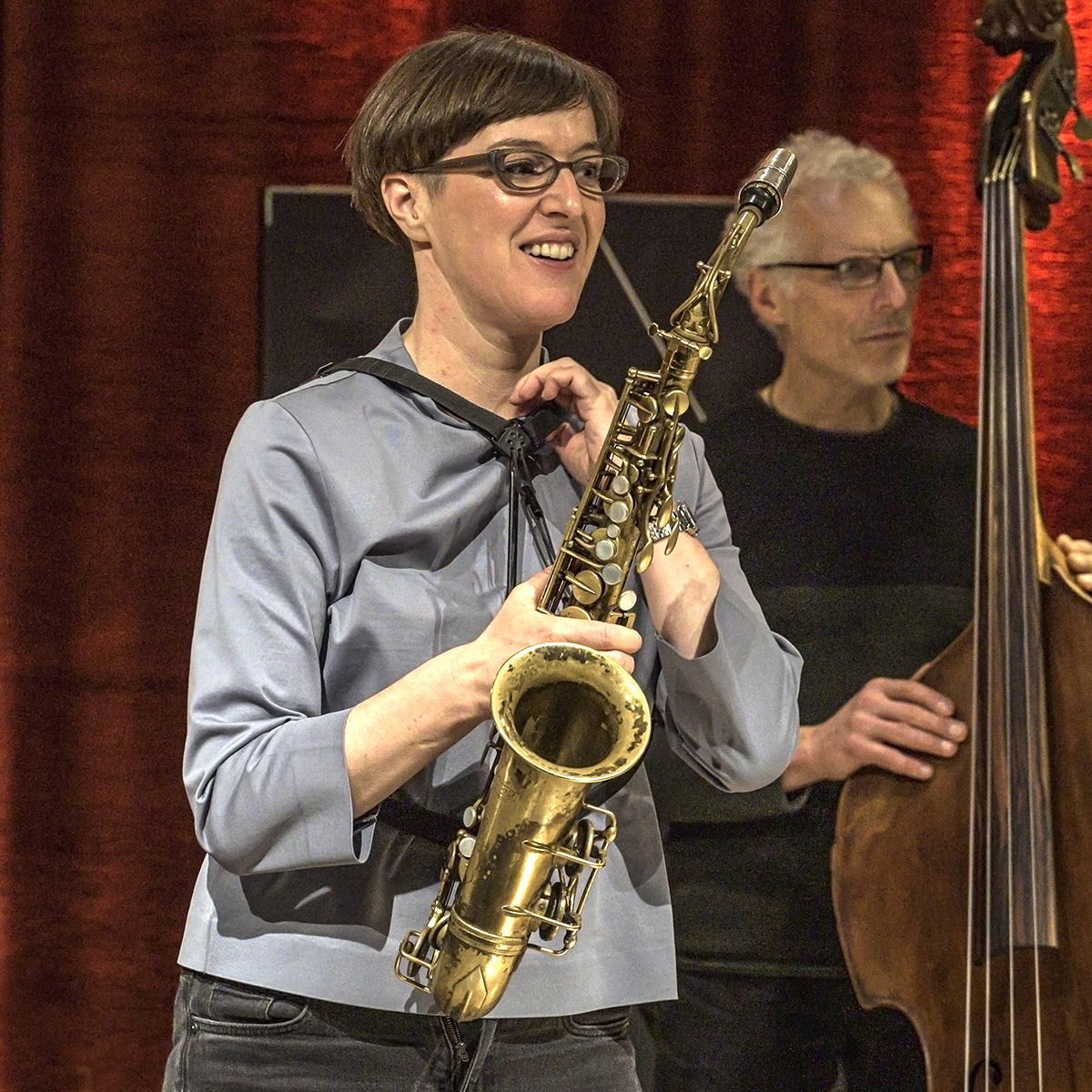
Eilke Eberhard 2019 im Loft, Köln

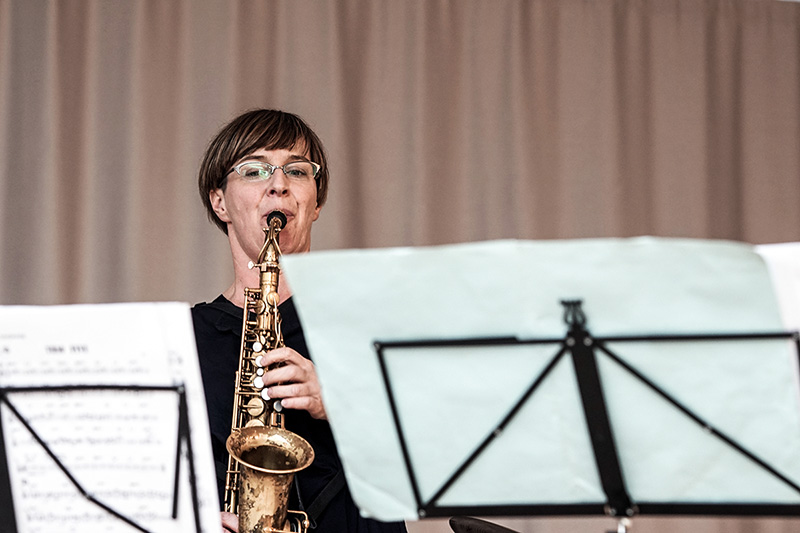
Silke Eberhard, Aarhus Jazz Festival
Dänemark 2017
Foto Hreinn Gudlaugsson

Silke Eberhard (* 13. Juni 1972 in Heidenheim an der Brenz) ist eine deutsche Jazzmusikerin (Altsaxophon, Klarinette, Bassklarinette) und Komponistin.

## Leben und Wirken
Die Musikerin studierte von 1995 bis 2000 an der Hochschule für Musik Hanns Eisler, u. a. bei Rudi Mahall, Grégoire Peters und Norbert Nagel. Seit 1997 ist sie professionell als Jazz- und Theatermusikerin aktiv; 1998 spielte sie in Vancouver mit Slide Hampton und Hugh Fraser; 1999 studierte sie bei David Liebman. Mit Aki Takases April (einschl. Terri Lyne Carrington, Anne Mette Iversen, Ingrid Jensen, Annie Whitehead) spielte sie 2000 auf dem JazzFest Berlin. Sie arbeitete mit Takase in verschiedenen Duo- und Quartettprojekten, etwa Tristano 317; das gemeinsame Ornette-Coleman-Projekt des Duos (Doppel-CD auf Intakt Records 2007) erhielt zahlreiche positive Kritiken.
Eberhard wohnt in Berlin und spielt weiterhin mit ihrem Trio (mit Jan Roder und Kay Lübke), im Duo mit Ulrich Gumpert, Gumperts B3 special sowie dem Hannes Zerbe Jazz Orchester. Sie trat mit David Liebman, Wayne Horvitz, Dave Burrell, Gerry Hemingway, Michael Zerang und vielen anderen auf. 
Das Silke Eberhard Quartett wurde 2008 zur Leistungsschau deutscher Jazzmusik auf dem German Jazz Meeting während der Jazzahead in Bremen eingeladen. Dort trat sie auch 2010 mit dem Projekt Potsa Lotsa auf und präsentierte neue Arrangements der Werke von Eric Dolphy für ein ausschließlich aus Bläsern bestehendes Quartett.
2012 musizierte das Silke Eberhard Trio im Münchener Studio 2 des Bayerischen Rundfunks. 2014 hat Eberhard die dreisätzige unvollendete Love Suite von Eric Dolphy vervollständigt und weitere korrespondierende Eigenkompositionen hinzugefügt. Für dieses Projekt hat sie ihr Bläserquartett Potsa Lotsa zum Septett Potsa Lotsa Plus erweitert (hinzu kamen Jürgen Kupke, Marc Unternährer, Antonis Anissegos). Das Ensemble trat beim Jazzfest Berlin 2014 auf. Mit der Bassistin Maike Hilbig spielt sie im Duo Matsch und Schnee. Mit Baby Sommers großformatiger Brotherhood & Sisterhood gastierte sie 2023 bei JazzBaltica.
Seit 2014 gehört Eberhard zum Vorstand der Union Deutscher Jazzmusiker. 2004 und 2005 war sie Gastprofessorin an der Pontificia Universidad Javeriana Bogotá in Kolumbien.

## Preise und Auszeichnungen
Eberhard war 2005 Preisträgerin beim Studiowettbewerb des Berliner Senats mit ihrem Silke Eberhard Quartett. 2007 erhielt sie den 10. Jazzpott in Essen. Mit einem Jazzstipendium des Berliner Senats 2009 verwirklichte sie das Projekt Potsa Lotsa. 2011 erhielt sie den Internationalen Jazzpreis der Nürnberger Nachrichten. Als Artist in Residence war sie 2012 in der Stadtmühle Willisau, 2015 von der Peter Kowald Gesellschaft/Ort e. V. nach Wuppertal eingeladen. 2015 wurde ihr Album Potsa Lotsa Plus plays Love Suite by Eric Dolphy auf die Bestenliste 2015/1 des Preises der Deutschen Schallplattenkritik aufgenommen. Im 63. und 65. Critics poll des Downbeat wird sie als Rising Star Alto Saxophone aufgeführt. 2020 erhielt sie den Jazzpreis Berlin. Ihr Ensemble Potsa Lotsa XL erhielt als Large Ensemble den Deutschen Jazzpreis 2023.

## Diskographische Hinweise
- Silke Eberhard Quartett Mohnmarzipan (Intuition Records) mit Niko Meinhold, Jan Roder, Sebastian Merk, (2006)
- Aki Takase & Silke Eberhard, Ornette Coleman Anthology (Intakt Records, 2007)
- Potsa Lotsa, The Complete Works of Eric Dolphy (Jazzwerkstatt, 2009), mit Nikolaus Neuser, Patrick Braun, Gerhard Gschlößl
- Silke Eberhard Trio What a Beauty Being (Jazzwerkstatt, 2011)
- Silke Eberhard & Ulrich Gumpert, Peanuts and Vanities (Jazzwerkstatt, 2012)
- Silke Eberhard & Alex Huber Singen sollst Du … (Not Two Records, 2012)
- Silke Eberhard & Dave Burrell: Darlingtonia (Jazzwerkstatt, 2012)
- Potsa Lotsa Plus Plays Love Suite by Eric Dolphy (Jazzwerkstatt, 2015; Bestenliste 1. Quartal 2015 des Preises der Deutschen Schallplattenkritik)
- I Am Three: Mingus, Mingus, Mingus (2016)
- Silke Eberhard & Uwe Oberg: Turns (Leo, 2016)
- Silke Eberhard: Portrait (Jazzwerkstatt, 2017)
- Silke Eberhard Trio The Being Inn (Intakt Records, 2017)
- Silke Eberhard & Sandy Evans: What She Sees (Rufus Records, 2018)
- Maggie Nicols, Silke Eberhard, Nikolaus Neuser, Christian Marien: I Am Three & Me; Mingus’ Sounds of Love (Leo Records, 2019)
- Silke Eberhard: Potsa Lotsa Xl – Silk Songs for Space Dogs(Leo Records, 2020)
- Potsa Lotsa XL: Silk Songs for Space Dogs (Leo Records, 2020), mit Nikolaus Neuser, Gerhard Gschlößl, Jürgen Kupke, Johannes Fink, Patrick Braun, Taiko Saitō, Antonis Anissegos, Igor Spallati, Kay Lübke
- Silke Eberhard/ Dave Rempis/ Kent Kessler/ Mike Reed: Exposure (Aerophonic, 2020)
- Silke Eberhard, Nikolaus Neuser and Talibam! (Kevin Shea, Matt Mottel): This Week is in Two Weeks (ESP-Disk LP, 2020)
- Silke Eberhard Trio: Being the Up and Down (Intakt, 2021)
- Takatsuki Trio Quartett feat. Silke Eberhard: At Kühlspot (577 Records, 2021), mit Rieko Okuda, Antti Virtaranta, Joshua Weitzel
- Potsa Lotsa XL & Youjin Sung: Gaya (2022)
- Silke Eberhard, Daniel Casimir, Gerhard Gschlößl: Bootleg (2022)
- Silke Eberhard & Céline Voccia: Wild Knots (Relative Pitch, 2023)
- Slike Eberhard Potsa Lotsa XL: Chamber Works (2023)
- I Am Three: In Other Words (Leo, 2024)
- Being-a-Ning (2025)

## Lexikalische Einträge
- Jürgen Wölfer: Jazz in Deutschland. Das Lexikon. Alle Musiker und Plattenfirmen von 1920 bis heute. Hannibal, Höfen 2008, ISBN 978-3-85445-274-4.

## Einzelnachweise

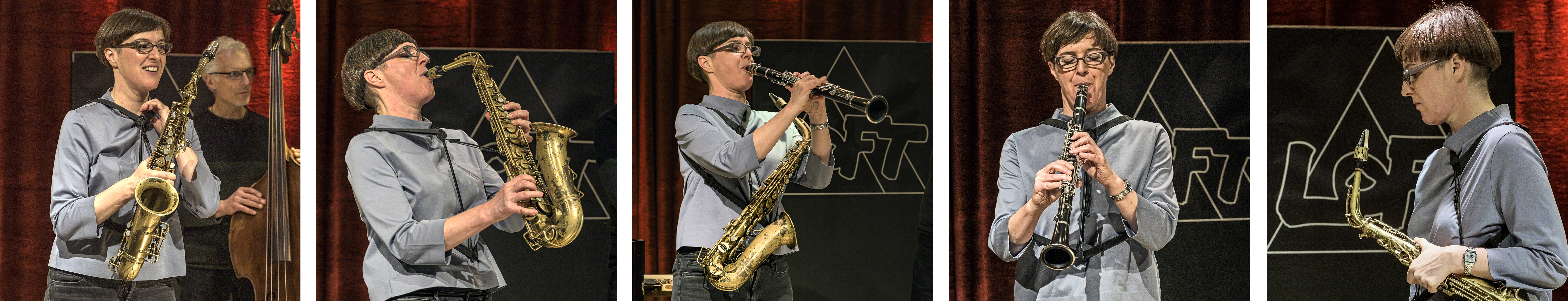
Silke Eberhard im Loft, Köln, 3. Dezember 2019